# Ring Nord (Svendborg)
 For alternative betydninger, se Ring Nord. (Se også artikler, som begynder med Ring Nord)
 Ring Nord er en to sporet ringvej, der går gennem det det nordlige Svendborg. Vejen er en del af sekundærrute 163, der går mellem Svendborg og Nyborg.
Ringvejen er med til at få den tunge trafik uden om Svendborgs centrum, så byen ikke bliver belastet af for meget tung trafik.
Vejen forbinder Svendborgmotorvejen (primærrute 9) i vest med Nyborgvej i øst og har forbindelse til Svendborgmotorvejens frakørsel 16 Svendborg N, Grønmosevej, Porthusvej, Tvedvej, Ørbækvej, Nyborgvej og Holmdrup Huse.